# Ernst Pfister
Pour les articles homonymes, voir Pfister.
Ernst Pfister, né le 28 avril 1947 à Trossingen et mort le 4 septembre 2022 dans la même ville, est un homme politique allemand membre du Parti populaire démocrate (FDP/DVP).
Il a été ministre de l'Économie du Land de Bade-Wurtemberg.

## Biographie
Ernst Pfister obtient son Abitur à Villingen-Schwenningen en 1966, puis accomplit, à partir de l'année suivante, son service militaire d'un an dans la Bundeswehr. En 1968, il entame des études supérieures de sciences politiques, histoire et sport à Tübingen, et les achève en 1973 à Fribourg-en-Brisgau en réussissant son examen de chercheur. Il passe avec succès son examen de professeur en 1974.
En 1975, il devient professeur dans un gymnasium de Villingen-Schwenningen, et est aussitôt élu membre du conseil des enseignants, dont il prend la présidence. Il est nommé proviseur en 1980, mais se trouve en congé depuis 1984.
Il est marié et père de deux enfants, et occupe le poste de président d'honneur de l'association allemande d'harmonica (DHV).

### Carrière politique
Ernst Pfister adhère au Parti populaire démocrate (FDP/DVP) en 1969. Trois ans plus tard, il en prend la présidence dans l'arrondissement de Tuttlingen et est élu membre du comité directeur du parti en Südbaden.
Élu au conseil municipal de Trossingen et au Landtag du Bade-Wurtemberg en 1980, Ernst Pfister est nommé adjoint au maire et devient député à l'assemblée de l'arrondissement de Tuttlingen en 1984.
En 1985, il est désigné vice-président du FDP/DVP pour six ans, puis abandonne la présidence du parti dans l'arrondissement de Tuttlingen en 1989. Il est porté à la présidence du groupe parlementaire populaire démocrate en 1996.
Ernst Pfister est nommé vice-ministre-président et ministre de l'Économie du Bade-Wurtemberg dans la coalition noire-jaune d'Erwin Teufel le 14 juillet 2004 à la suite de la démission de Walter Döring, mis en cause dans une affaire de corruption. Il est maintenu en fonction quand Günther Oettinger remplace Teufel le 29 avril 2005.
Il est reconduit au ministère de l'Économie le 14 juin 2006, mais cède le titre vice-ministre-président au ministre de la Justice, Ulrich Goll, également issu du FDP/DVP. Il est remplacé par le social-démocrate Nils Schmid le 12 mai 2011.